# Chrysopa inaequata
Chrysopa inaequata is een insect uit de familie van de gaasvliegen (Chrysopidae), die tot de orde netvleugeligen (Neuroptera) behoort. 
Chrysopa inaequata is voor het eerst wetenschappelijk beschreven door Navás in 1935.